# Lasse Rempe
Lasse Rempe (Quiel, 20 de janeiro de 1978) é um matemático alemão.
Seus interesses de pesquisa incluem dinâmica complexa, funções holomorfas, teoria do contínuo e complexidade computacional. É atualmente reader no departamento de matemática da Universidade de Liverpool. Rempe narrou para a BBC uma reportagem sobre a arte da matemática, onde explicou como certas figuras estavam surgindo em sistemas dinâmicos.

## Prêmios
Em junho de 2010, Rempe recebeu o Prêmio Whitehead da London Mathematical Society por seu trabalho sobre dinâmica complexa, em particular sua pesquisa sobre o conjunto de escape para funções inteiras.

## Publicações
- «MathSciNet»
- «Zentralblatt MATH». Consultado em 26 de agosto de 2013
- «ArXiv». Consultado em 26 de agosto de 2013